# Fterikoúdi
Fterikoúdi är en ort i Cypern.   Den ligger i distriktet Eparchía Lefkosías, i den centrala delen av landet, 40 km sydväst om huvudstaden Nicosia. Fterikoúdi ligger 1 066 meter över havet och antalet invånare är 148. Den ligger på ön Cypern.
Terrängen runt Fterikoúdi är kuperad. Trakten runt Fterikoúdi är glesbefolkad, med 20 invånare per kvadratkilometer. Närmaste större samhälle är Agrós, 5,4 km sydväst om Fterikoúdi. Trakten runt Fterikoúdi är i huvudsak ett öppet busklandskap.